# Valentí Puig i Mas
Valentí Puig i Mas   (Palma, 14 d'abril de 1949) és un escriptor mallorquí, autor d'una trentena de títols de tots els gèneres. Ha rebut alguns dels premis més destacats de la literatura catalana. Ha col·laborat com a columnista i crític literari en diversos diaris i revistes. També ha exercit de corresponsal i d'assessor editorial.

## Biografia
Llicenciat en Filosofia i lletres per la UB, ha exercit de periodista i crític literari, però és sobretot conegut com a poeta, dietarista i narrador. També ha cultivat l'assaig i és articulista.
Com a periodista ha exercit sobretot d'articulista. Ha col·laborat en diversos mitjans, per exemple La Vanguardia, Diario de Mallorca, el setmanari El Temps, El País, Economía Digital i Crónica Global, a més de fer de corresponsal a Londres per al diari ABC. Actualment, és columnista de El Periódico de Catalunya.
També ha treballat en el món editorial, i va exercir de director general d'Ensenyament i Cultura al Consell General Interinsular, precedent del Govern Balear. Entre 2011 i 2014 va formar part del CoNCA.

## Obres

### Bosc endins
Bosc endins fou el primer llibre que publicà, el 1982. L'origen del llibre és un quadern de notes que Puig començà el 1968, essent encara un estudiant. Les notes, que no estan datades, abasten els anys setanta: la seva etapa universitària a Barcelona, l'estada com a professor a Irlanda, les estades a la seva Mallorca natal i el retorn a Barcelona, on comença a treballar en el món editorial.
Els temes tractats són diversos, però sobretot hi escriu sobre cultura, política internacional i política espanyola i catalana. Bosc endins demostra el gran talent de Puig com a prosista i ha sigut un dels seus llibres més reeixits. Matèria obscura és en certa manera una continuació d'aquest llibre, i abasta el període 1980-84. Tots dos es reeditaren conjuntament a Porta incògnita.

### La fe de nuestros padres
A La fe de nuestros padres Puig hi relata el seu retorn a la fe cristiana i advoca per la "necessitat de recuperar la fe i els valors universals de l'Església catòlica" (com diu la contraportada del llibre). D'una banda, evoca situacions que han marcat la seva evolució com a catòlic ("la seva memòria i cartografia sentimental —els paradisos afectius i sentimentals de la infància i la maduresa"), i de l'altra analitza el paper del cristianisme a l'Europa actual. Entre altres temes, l'autor dona el seu punt de vista sobre el relativisme moral, el laïcisme, el paper de la fe com a nucli de la llibertat o la visió de la jerarquia eclesiàstica. En el vuitè i últim capítol («Todo recomienza»), l'autor explica l'experiència de corresponsal a Roma pel diari ABC durant els últims dies de vida de Joan Pau II i el conclave que proclamà el cardenal Ratzinger nou pontífex, i analitza el paper del Papa en la construcció moral d'Europa.

### L'home de l'abric
L'home de l'abric és un elogi de l'obra de Josep Pla. A partir d'episodis importants en la vida de Pla (la hiperinflació germànica d'entreguerres, la Gran Guerra, la República, la Guerra Civil) Puig en dissecciona l'obra i el pensament fent un ús extensiu de cites de la vasta producció planiana. Puig ens parla del Pla escriptor (concepció de la ficció, models literaris), del pensament polític (el conservadorisme, l'individualisme) o de la contribució a la construcció de la prosa en català.

## Llista completa d'obres[2]

### Poesia
- 1985 L'estiu madur (Poesía dels Quaderns Crema 16, Quaderns Crema, Barcelona)
- 2000 Blanc de blancs (Poesía 46, Edicions 62-Empúries, Barcelona)
- 2004 Molta més tardor (Poesía 95, Edicions 62-Empúries, Barcelona)
- 2007 Passions i afectes (Poesía 121, Edicions 62, Barcelona)
- 2010 Altes valls (Óssa Menor 316, Proa, Barcelona)
- 2015 Dormir mil anys (Óssa Menor 349, Proa, Barcelona)
- 2017 Oratges de la memòria (Óssa Menor 356, Proa, Barcelona)
- 2020 La segona persona (Óssa Menor 371, Proa, Barcelona)
- 2022 Els prats lluminosos (Óssa Menor 383, Proa, Barcelona)
- 2025 Llum enemiga (Pagès editors, Lleida)

### Narrativa breu
- 1983 Dones que fumen (Mínima minor 13, Quaderns Crema, Barcelona)
- 1999 Maniobres privades (El Balancí 352, Edicions 62, Barcelona)
- 2012 Tot contat (A tot vent 580, Proa, Barcelona). Aplega Dones que fumen, Maniobres privades i cinc contes posteriors

### Novel·la
- 1986 Complot (El Balancí 187, Edicions 62, Barcelona)
- 1987 Somni Delta (Editorial Planeta, Barcelona)
- 1997 Primera fuga (El Balancí 301, Edicions 62, Barcelona)
- 2006 La gran rutina (El Balancí 546, Edicions 62, Barcelona)
- 2012 Barcelona cau (A tot vent 565, Proa, Barcelona)
- 2014 La vida és estranya (A tot vent 621, Proa, Barcelona)
- 2017 El bar de l'AVE (A tot vent 663, Proa, Barcelona)[3]
- 2018 Barcelona 2101 (A tot vent 680, Proa, Barcelona)

### Dietaris
- 1982 Bosc endins: dietaris 1970-1979 (Mínima minor 9, Quaderns Crema, Barcelona)
- 1991 Matèria obscura: dietaris 1980-1984 (Cara i creu 57, Edicions 62, Barcelona)
- 2001 Cent dies del mil·lenni (No ficció 5, Edicions 62, Barcelona)
- 2003 Porta incògnita (reedició conjunta de Bosc endins i Matèria obscura; L'Àncora 163, Destino, Barcelona)
- 2011 Rates al jardí: dietari 1985 (Edicions 62, Barcelona)
- 2015 Dones que dormen: dietaris 1986-1990 (A tot vent 634, Proa, Barcelona)
- 2017 La bellesa del temps: dietaris 1990-1993 (A tot vent 674, Proa, Barcelona)
- 2021 Dioses de época. 1993-2006 (Imago mundi 320, Destino, Barcelona)
- 2023 Casa dividida: dietari del 2022 (A tot vent 782, Proa, Barcelona)

### Crítica i assaig
- 1993 Annus horribilis (Cara i creu 62, Edicions 62, Barcelona)
- 1994 Lady Hamilton (Mujeres apasionadas 21, Planeta, Barcelona)
- 1994 Progres (Les edicions de Bitzoc, Palma)
- 1998 L'home de l'abric (L'Àncora 114, Destino, Barcelona)
- 1998 Cuando sea rey, consejos a un futuro monarca (Col·lecció Documento, Planeta, Barcelona)
- 1999 Els geòmetres i la novel·la (Llibres a l'abast 345, Edicions 62, Barcelona)
- 2000 Diccionari Pla de literatura, selecció de Valentí Puig (L'Àncora 130, Destino, Barcelona)
- 2004 L'os de Cuvier: Cap a on va la cultura catalana (L'Àncora 174, Destino, Barcelona)
- 2004 Por un futuro imperfecto: Los retos políticos del siglo XXI (Imago mundi 59, Destino, Barcelona)
- 2007 La fe de nuestros padres (Atalaya 296, Ediciones Península, Barcelona)
- 2008 Moderantismo (Atalaya 330, Ediciones Península, Barcelona)
- 2012 Lo que va de siglo (conferència; Cuadernos de frontera 17, Ediciones Encuentro, Madrid)
- 2013 Los años irresponsables: Lo que va de siglo (Atalaya 478, Ediciones Península, Barcelona)
- 2014 A la carta, selecció i pròleg de Valentí Puig (Elba Editorial, Barcelona)
- 2015 Fatiga o descuido de España (Galaxia Gutenberg, Barcelona)
- 2017 La vista desde aquí. Conversación con Ignacio Peyró (Elba Editorial, Barcelona)
- 2019 Memòria o caos (A tot vent 709, Proa, Barcelona)
- 2021 Malicia en el país de la política, presentació i selecció de Valentí Puig (Editorial Alfabeto, Madrid)

### Articles
- 1990 Vicis del temps, recull d'articles apareguts a la revista El Temps, pròleg d'Eliseu Climent (3i4, València)
- 1997 Una literatura particular, recull de col·laboracions publicades al suplement setmanal en català d'El País (El viatge interior, El País/Aguilar, Madrid)

### Viatges
- 1986 Veure Mallorca, Menorca i Eivissa, fotografies de Francesc Català Roca (Destino, Barcelona)
- 1987 Dublín, amb il·lustracions d'Alexandre Ferrer (Las ciudades 8, Destino, Barcelona)
- 1989 Palma, amb il·lustracions d'Alexandre Ferrer (Nuestras ciudades 4, Destino, Barcelona)
- 1993 Formentor (Imatges d'ahir 4, Miquel Font Editor, Palma)

## Traduccions
Bona part de l'obra narrativa de Puig ha estat traduïda al castellà, sovint amb traducció del mateix autor, i editada per Anagrama (Mujeres que fuman, 1984; Complot, 1987), Alfaguara (Primera fuga, 1999; Maniobras privadas, 2002), Península (Cien días del milenio, 2001), Planeta (Sueño Delta, 1988), Destino (El hombre del abrigo, 1998, traducció de Carlos Milla Soler) i Trieste (En el bosque, 1985, traducció de José Javier Cercas). La guia Veure Mallorca, Menorca i Eivissa fou traduïda a l'anglès (Seeing Majorca Minorca and Ibiza, trad. de Verònica Teixidor de Ventós, Destino, Barcelona 1986) i al castellà (Ver Mallorca Menorca e Ibiza, ibid.). Una selecció de poemes de L'estiu madur traduïts al castellà per Mercedes Monmany s'inclogueren a l'antologia Después de la modernidad (de Julia Barella, Anthropos, 1987); Capital de otoño: Antología 1985-2010 presenta un recull exhaustiu de traduccions dels poemes de Puig.

## Premis
- 1987 Ramon Llull per Somni delta
- 1994 Premi Crítica Serra d'Or de prosa no-ficció per Annus horribilis
- 1998 Josep Pla per L'home de l'abric
- 1999 Premi de la Crítica per Maniobres privades
- 2006 Sant Joan per La gran rutina